# دیادینو گزانتین
دیادینو گزانتین (انگلیسی: Diadinoxanthin) نوعی رنگدانه است که در فیتوپلانکتون‌ها یافت می‌شود.